# NGC 4293
NGC 4293 is een balkspiraalstelsel in het sterrenbeeld Hoofdhaar. Het hemelobject ligt 55 miljoen lichtjaar verwijderd van de Aarde werd op 14 maart 1784 ontdekt door de Duits-Britse astronoom William Herschel.

## Synoniemen
- UGC 7405
- MCG 3-32-6
- ZWG 99.23
- VCC 460
- IRAS 12186+1839
- PGC 39907